# Сухая Балка (стадион)
Сухая Балка — многофункциональный стадион в Покровском районе города Кривой Рог.

## История
Открыт в декабре 1958 года.

## Характеристика
Стадион имеет одну трибуну в виде амфитеатра. Над трибунами поднимается колоннада в стиле сталинского ампира. Общая площадь составляет 3 гектара. Футбольное поле 105×85 метров. Трибуны рассчитаны на 10 000 человек. Вокруг футбольного поля оборудованы беговые дорожки длиной 400 метров. На территории есть теннисный корт, волейбольная и баскетбольная площадки, секторы для прыжков в высоту и длину.